# Comuna Vârfuri, Dâmbovița
Vârfuri este o comună în județul Dâmbovița, Muntenia, România, formată din satele Cârlănești, Cojoiu, Merișoru, Stătești, Șuvița, Ulmetu și Vârfuri (reședința). Aceasta comuna cuprinde: o scoala, primaria, biserica si mult altele.

## Geografie

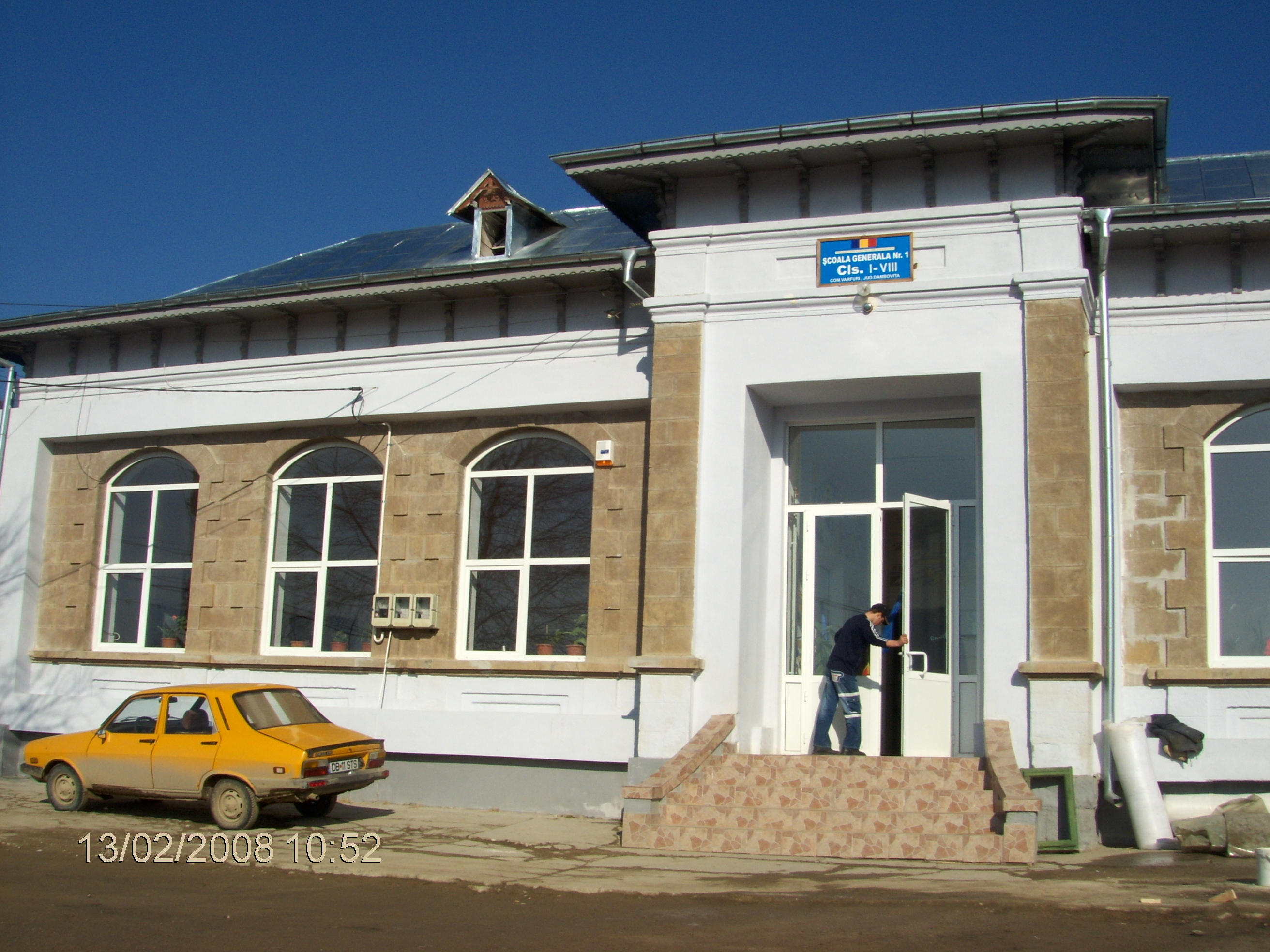
Școala generală, clasele I-VIII, comuna Varfuri

Comuna Vârfuri este situată în regiunea deluroasă a Munteniei, cuprinsă la întretăierea coordonatelor geografice de: 45°15' latitudine nordică și 25°30' longitudine estică, având o altitudine ce variază de la 410 m, Valea Stârcului și 731 m dealul Fusarul, deasupra nivelului mării și ocupând o suprafață de 25 km².
Se găsește la o depărtare de 30 km de municipiul Târgoviște și este așezată în partea de nord–est a județului Dâmbovița.
Se învecinează la est cu comuna Vișinești prin culmea dealului “Prăvăciorul”, la vest cu satul Diaconești- oraș Pucioasa – prin muchia dealului Ulmetul, la sud cu comuna Valea Lungă despărțită prin Valea Stârcului, dealurile Prigorile, Tigerului și Corboaica, iar la nord cu comuna Bezdead pe culmea dealurilor Cojoiu, Fusarul și Miercanul.
Potrivit configurației variate a terenului, se întinde pe dealurile presărate în întreaga comună și de-a lungul apei Șuvița.

#### Componență
Satul Vârfuri ocupă partea de mijloc a comunei. Are o suprafață de 5,5 km².
Satul Cârlănești ocupă partea de nord a comunei. Satul are o suprafață de 4 km².
Satul Cojoiu ocupă partea de nord-est a comunei. Satul are o suprafață de 2 km².
Satul Merișoru este format din gospodăriile clăcașilor alungați de pe moșia lui Gheorghe Grigore Cantacuzino dincolo de apa Valea Rea. Este adevărat că traiul lor a fost foarte greu. Numele satului este pomenit și în documentele voievodului Simion Movilă. Numele actual al satului s-a atribuit datorită numărului mare de merișori sălbatici ce se găsesc în pădurea din apropiere. Satul ocupă partea de sud-est a comunei. Are o suprafată de 3,5 km².
Satul Șuvița are denumire luată de la apa Șuvița, cu alte cuvinte de la șuvița de apă ce-l străbate. Acest sat este acum reședința administrativ-teritorială. Are o suprafață de 2,5 km².
Satul Stătești se găsește cuprins între satele Cârlănești, Șuvița și Ulmetul. Satul are o suprafață de 3 km².
Satul Ulmetu este pomenit și în documentul de pe timpul lui Simion Movilă. Nu se cunoaște originea numelui. Înainte de împărțirea administrativ-teritorială a țării din 1968, satul se numea Strîmbu, după numele apei ce străbate acest sat, care pe vremuri se numea Strîmba, din cauza coturilor multe ce le făcea în drumul său. Satul are o suprafață de 4,50 km².
Drumurile comunale și ulițele ce străbat comuna de la un cap la altul, legând gospodăriile și satele între ele formează multe cotituri. Drumul județean DJ710A, ce leagă orașul Pucioasa de municipiul Moreni, străbate comuna în partea de sud.

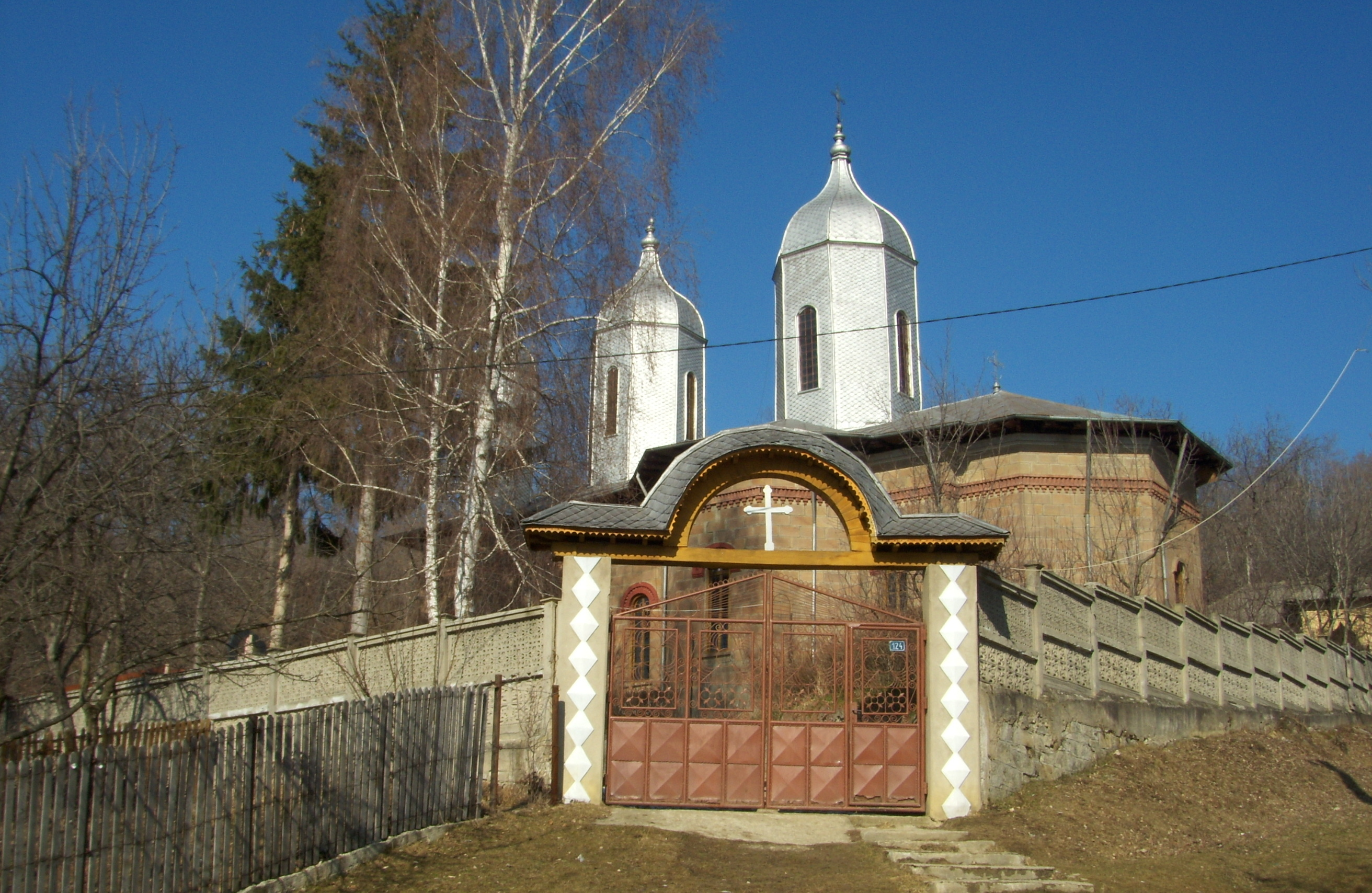
Biserica ortodoxă din Vârfuri, construită în anul 1905

#### Vegetație
Pe teritoriul comunei Vârfuri, în afară de plantele cultivate și de arborii de pădure (fag, stejar, ulm, alun, carpen, frasin, paltin, mesteacăn, anin, salcie, plop, tei, salcâm) se pot găsi și alte plante din care:
- plante cu flori: ochiul-boului, steluțe- vinete, bănuți, gălbioara, regina nopții, lăptuca, mușețel, cicoarea, susaiul, râia;

- plante fără flori: feriga, feriguța, mușchiul, mânătarca, burete lăptaș, ghebe, nane, licheni

#### Fauna
Fauna comunei Vârfuri cu specii relativ destul de numeroase pe culmile dealurilor, prin ape, prin desișul pădurilor, sub învelișul de frunze, în pamântul negru al pădurilor se adăpostește o mare lume de ființe, care de la cele mai mici și nevoiașe care își ascund pe unde pot umila lor existență și până la speciile cele mai mari și sălbatice- dar această bogăție a mers descrescând. Raportul stabilit de natură între mediul natural și faună, îi asigură acesteia o situație dintre cele mai satisfăcătoare pe lângă factorii geografici, împrejurările economice ale timpurilor trecute erau cu deosebire foarte prielnice liberei dezvoltări a faunei.
În evoluția faunei însă, schimbarea ocupațiilor locuitorilor a avut consecințe fatale, aducând o perturbație foarte păgubitoare liberei dezvoltări a acesteia.
Printre factorii care le sunt defavorabili animalelor sălbatice sunt a se socoti cu deosebire vânătorii cu arme moderne care vor apăsa și mai greu asupra acestor existențe.
- mamifere: liliac de noapte, vulpea, jderul, nevăstuica, dihorul, șobolanul, cârtița, ariciul, veverița, iepurele, căprioara, țapul sălbatic, pisica sălbatică, lupul, viezurele, ursul, cerbul, mistrețul;

- păsări: cucul, rândunica, ghionoaia, turturica, gaița, privighetoarea, coțofana, mierla, ciocârlia, cinteza, vrabia, pițigoiul, cioara, corbul, mierla, pupăza, potârnichea, pitulicea, uliul;

- reptile și batracieni: broasca râioasă, broasca de lac, broasca țestoasă, șopârla, brotăcelul, gușterul, năpârca, vipera, șarpele de casă, solimendrița văcuța;

## Demografie
Componența etnică a comunei Vârfuri
     Români (94,43%)
     Alte etnii (0%)
     Necunoscută (5,57%)
Componența confesională a comunei Vârfuri
     Ortodocși (93,34%)
     Alte religii (1,03%)
     Necunoscută (5,63%)
Conform recensământului efectuat în 2021, populația comunei Vârfuri se ridică la 1.742 de locuitori, în scădere față de recensământul anterior din 2011, când fuseseră înregistrați 1.842 de locuitori. Majoritatea locuitorilor sunt români (94,43%), iar pentru 5,57% nu se cunoaște apartenența etnică. Din punct de vedere confesional, majoritatea locuitorilor sunt ortodocși (93,34%), iar pentru 5,63% nu se cunoaște apartenența confesională.

## Politică și administrație
Comuna Vârfuri este administrată de un primar și un consiliu local compus din 11 consilieri. Primarul, Răzvan Bănaru[*], de la Partidul Social Democrat, este în funcție din octombrie 2020. Începând cu alegerile locale din 2024, consiliul local are următoarea componență pe partide politice:
|  | Partid                    | Consilieri | Componența Consiliului | Componența Consiliului | Componența Consiliului | Componența Consiliului | Componența Consiliului | Componența Consiliului | Componența Consiliului | Componența Consiliului | Componența Consiliului |
|  | ------------------------- | ---------- | ---------------------- | ---------------------- | ---------------------- | ---------------------- | ---------------------- | ---------------------- | ---------------------- | ---------------------- | ---------------------- |
|  | Partidul Social Democrat  | 9          |                        |                        |                        |                        |                        |                        |                        |                        |                        |
|  | Partidul Național Liberal | 2          |                        |                        |                        |                        |                        |                        |                        |                        |                        |

## Istorie

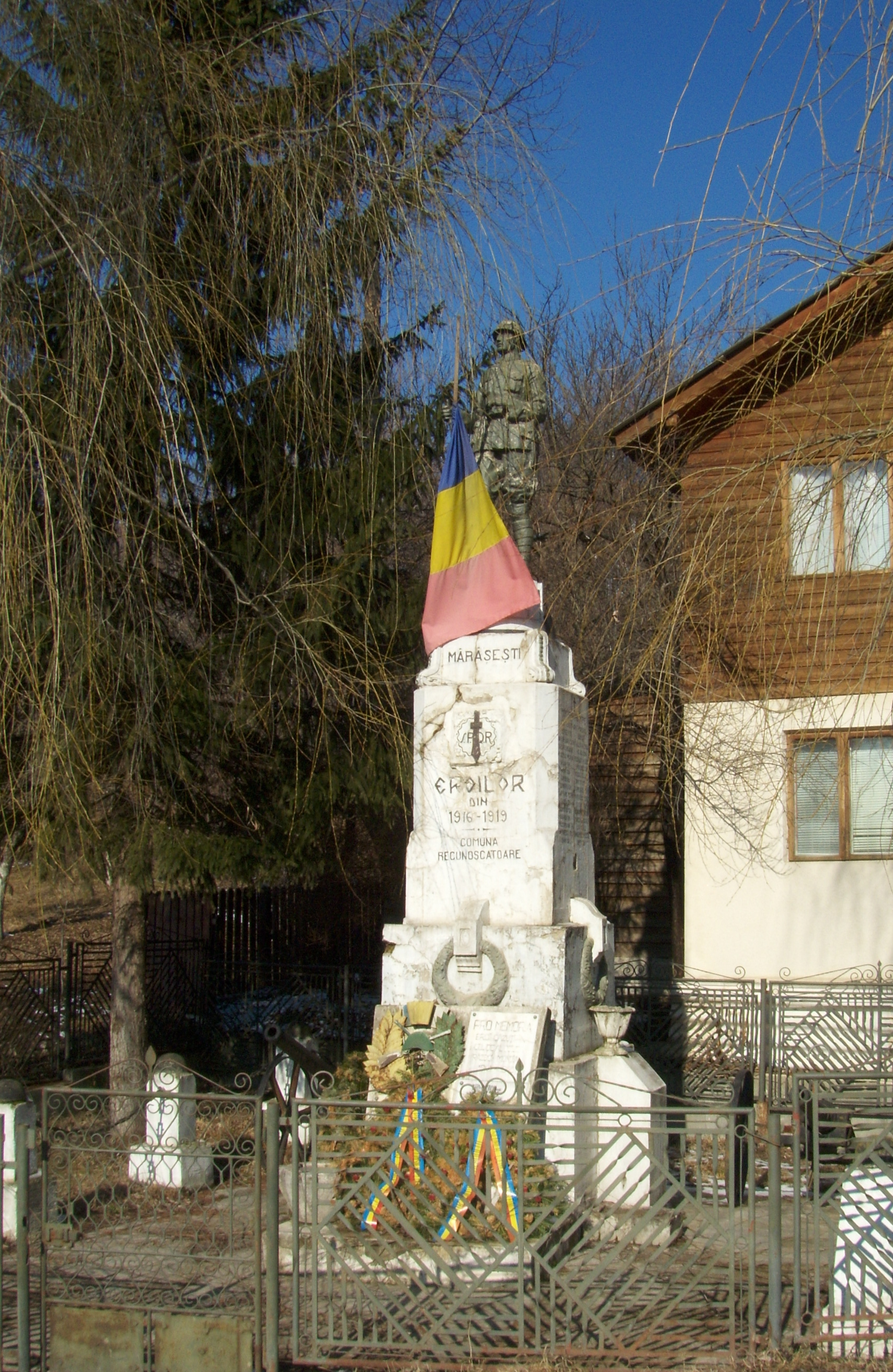
Monumentul eroilor din comuna Vârfuri

În jurul anului 1800, satul de reședință al comunei se numea Vârfu, nume ce reiese dintr-o catagrafie a județului Dâmbovița, apărută în anul 1810 și în care se arată că „satul Vârfu are 45 case, 60 bărbați și 82 femei”.
Numele de Vârf s-a transformat apoi în Vârfuri, nume menționat în „Lista pentru drepturile candidaților și pentru scuoalele clădite”, denumire ce se păstrează și azi. În unele documente ce se găsesc la Arhivele Statului- Fond Prefectură ca: „Reforma rurală din 1864”, „Bugetul general din 1919- 1920”, numele satului este însemnat „Vârfurile”. Tot „Vârfurile” se menționează și în "Geografia județului Dâmbovița" din 1887, care descrie comuna în felul următor:
„Plecând din comuna Șerbănești- Podurile spre răsăritu pe șoseaua comunală și trecând Bisididelul prin cătunul Diaconești după ce trecem câteva dealuri ajungem în comuna Vârfurile care se compune din șase cătune: Vârfurile, Valea-Rea, Cojoiu, Cîrlănești, Strâmbu și Șuvița cu o populație de 1300 locuitori. În această comună este o biserică și o școală și pământul produce prune și pădure multă. Comuna este parte pe văi și parte pe dealuri și pîrîieșele Valea Rea și Strâmbu, precum și piscurile Prăvăcioru, Fusaru, Miercanu, Ulmetul și Băloiu. ””
La sfârșitul secolului al XIX-lea, comuna Vârfurile făcea parte din plaiul Ialomița-Dâmbovița al județului Dâmbovița și avea în compunere satele Vârfurile, Valea Rea, Cojoiu, Cârlănești, Strâmbu și Șuvița, cu 1300 de locuitori. În comună funcționau o biserică și o școală.
Anuarul Socec din 1925 adaugă comunei și satul Stătești, comuna având 2531 de locuitori și fiind arondată plășii Pucioasa a aceluiași județ. În 1931, comuna avea în compunere satele Cârlănești, Cojoiu, Stătești, Suvița, Valea Rea și Vârfuri.
În 1950, comuna a trecut în administrarea raionului Pucioasa din regiunea Prahova și apoi (după 1952) în cea a raionului Târgoviște din regiunea Ploiești. În 1964, satul Strâmbu a luat denumirea de Ulmetu, iar satul Valea Rea, pe cea de Merișoru. În 1968, comuna a revenit la județul Dâmbovița, reînființat.

## Economie
Dacă în trecut plantele textile in și cânepă se cultivau pe suprafețe mari- fiind transformate în pânzeturi la războaiele casnice care se găseau în fiecare casă, astăzi aceste plante sunt pe cale de dispariție. În războaiele de țesut femeile mai țes astăzi numai preșuri din cârpe vechi cu urzeală de in, cânepă sau bumbac.
Datorită specificului așezării satului și a condițiilor climaterice, locuitorii comunei noastre, chiar din cele mai vechi timpuri s-au ocupat mai puțin cu agricultura. Dintre cereale, singurul cartoful și porumbul se cultivă în grădinile închise și nu departe de casă;iar dintre legume: ceapă, fasole, usturoi, varză, roșii, vinete, etc. în grădina de zarzavat în jurul locuinței.
Este cunoscut faptul că majoritatea locuitorilor din comună au fost clăcași și o parte moșneni, iar prin legea rurală din 1864, un număr de 174 clăcași au fost împroprietăriți din moșiile proprietarilor Barbu Belu și alții cu moșii mai mici.
Datorită așezării comunei în zona subcarpatică pe dealurile acoperite cu păduri și plante cultivate, ocupația vârforenilor a fost diferită pe parcursul anilor.
În timpurile mai vechi locuitorii se ocupau numai cu îndeletniciri pe plan local din care își câștigau existența zilnică.
Ocupația de seamă a locuitorilor a fost și este creșterea vitelor și cultura pomilor fructiferi. Încă din cele mai vechi timpuri locuitorii erau buni crescători de animale- îndeletnicire de bază a locuitorilor noștri. Nu exista gospodărie să nu aibă pe lângă casă câteva oi, unii având chiar și sute.
Astăzi, această frumoasă și rentabilă ocupație s-a redus simțitor prin aceea că terenurile cu pășuni au fost transformate în grădini cu pomi fructiferi sau pe diferite culturi. O altă cauză este și aceea că foarte mulți locuitori sunt salariați ai întreprinderilor din alte localități.
Unul dintre animalele care nu lipsește dintr-o gospodărie este porcul pe care-l crește pentru carne. De obicei se cresc porci din rasele: Marele Alb, Basna și Landras.Un capitol însemnat în industria casnică îl formează creșterea păsărilor. Se cresc mai multe găini care dau ouă necesare în alimentație, iar mulți le transformă în venituri bănești.Se mai cresc gâște, rațe, curci.
Albinăritul care forma o respectabilă avuție a comunei cu câteva decenii în urmă, astăzi s-a redus simțitor.
A început să se extindă și creștere iepurilor de casă aducând un venit destul de important pentru gospodăria respectivă.
Încă de la începutul existenței sale, satul pare a fi mai curând un mic colț de pădure seculară. Creșterea pomilor fructiferi este o mândrie a tuturor. Dacă prunii bătrâni au început să dispară din cauza vechimii lor, noi livezi tinere se ridică pe dealurile caselor.
Izvoarele de apă sulfuroasă ce se găsesc în punctele: Bucică, Lățești și Moarea, dacă ar fi exploatate și valorificate ar aduce mari îmbunătățiri în dezvoltarea comunei Vârfuri.

## Bibliografia
- Alex. Popescu- Catagrafia județului Dâmbovița 1810, pagina 11.Arhivele Targovistei
- C.C. Giurescu- Principatele Române la începutul secolului al XIX- lea ediție științifică 1957, pagina 255, Arhivele Statului Târgoviște
- Reforma rurală din 1864- Arhiva de Stat Fond Prefectură județul Dâmbovița
- Legea rurală 1864 Arhivele Statului, Fond Prefectură, județul Dâmbovița